# Щедрівський заказник
Щедрівський заказник — орнітологічний заказник місцевого значення в Україні. Об'єкт природно-заповідного фонду Хмельницької області. 
Розташований у межах Летичівського району Хмельницької області, на північний захід від смт Летичів. 
Площа 1150 га. Статус надано згідно з рішенням Хмельницького облвиконкому від 15.10.1986 року № 225. Перебуває у віданні Хмельницького облрибокомбінату і Летичівської селищної ради. 
Статус надано для збереження місць гніздування великої колонії чайок (влітку до 2 тис. особин). До території заказника входить острів на Щедрівському водосховищі, що на річці Південний Буг, а також частина акваторії довкола острова. 